# هیگرا د یرنا
هیگرا د یرنا (به اسپانیایی: Higuera de Llerena) یک شهرستان در اسپانیا است که در استان باداخس واقع شده‌است.